# Adolfo Antonio Suárez Rivera

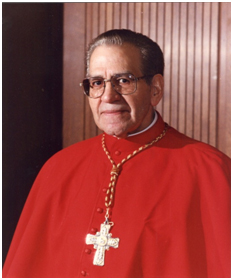
Adolfo Antonio Kardinal Súarez Rivera

Kardinalswappen

Adolfo Antonio Kardinal Suárez Rivera (* 9. Januar 1927 in San Cristóbal de las Casas, Mexiko; † 22. März 2008 in Monterrey, Mexiko) war ein mexikanischer Geistlicher und Erzbischof von Monterrey.

## Leben
Adolfo Antonio Suárez Rivera studierte in Chiapas, Xalapa, Montezuma, Rom und Santiago de Chile die Fächer Katholische Theologie und Philosophie. Er empfing im Jahre 1952 das Sakrament der Priesterweihe durch Erzbischof Alfonso Carinci, den Sekretär der Heiligen Ritenkongregation. Nach weiteren Studienjahren wirkte er als Spiritual und Dozent des Priesterseminars von Chiapas. Darüber hinaus arbeitete er in der Diözesanverwaltung und als Seelsorger.
Am 14. Mai 1971 ernannte ihn Papst Paul VI. zum Bischof von Tepic. Die Bischofsweihe spendete ihm Erzbischof Carlo Martini, damaliger Apostolischer Delegat in Mexiko, am 15. August desselben Jahres; Mitkonsekratoren waren der Erzbischof von Guadalajara und spätere Kardinal, José Salazar López, und der Bischof von Chiapas, Samuel Ruiz García.
Am 8. Mai 1980 wurde er von Papst Johannes Paul II. zum Bischof von Tlalnepantla ernannt. Die Amtseinführung fand am 28. Juni desselben Jahres statt. Am 8. November 1983 wurde er zum Erzbischof von Monterrey ernannt und am 12. Januar des folgenden Jahres in das Amt eingeführt. Suárez galt als volksnaher Erzbischof. Von 1988 bis 1994 war er Präsident der mexikanischen Bischofskonferenz. In dieser Funktion wurde er politisch aktiv, auf seine Initiative wurde die Religionsfreiheit in Mexiko wiedereingeführt. 1992 nahm das Land diplomatische Beziehungen mit dem Heiligen Stuhl auf. Im Lateinamerikanischen Bischofsrat CELAM war Adolfo Suárez von 1983 bis 1987 Vorsitzender der Abteilung für Laien, von 1987 bis 1991 saß er dem Wirtschaftsausschuss des CELAM vor.
Am 26. November 1994 wurde Adolfo Antonio Suárez Rivera von Papst Johannes Paul II. als Kardinalpriester mit der Titelkirche Nostra Signora di Guadalupe a Monte Mario in das Kardinalskollegium aufgenommen.
Seinen altersbedingten Rücktritt nahm Papst Johannes Paul II. am 25. Januar 2003 an.
Aus gesundheitlichen Gründen nahm er im April 2005 nicht am Konklave teil, in dem Benedikt XVI. gewählt wurde.
Am 31. März 2008, eine Woche nach seinem Tod, wurde Kardinal Suárez posthum die Ehrenmedaille seiner Geburtsstadt verliehen.